# Bergvitfjäril
Bergvitfjäril (Pontia chloridice) är en fjärilsart som först beskrevs av Jacob Hübner 1813.  Bergvitfjäril ingår i släktet Pontia och familjen vitfjärilar. Arten har ej påträffats i Sverige. Inga underarter finns listade i Catalogue of Life.

## Bildgalleri

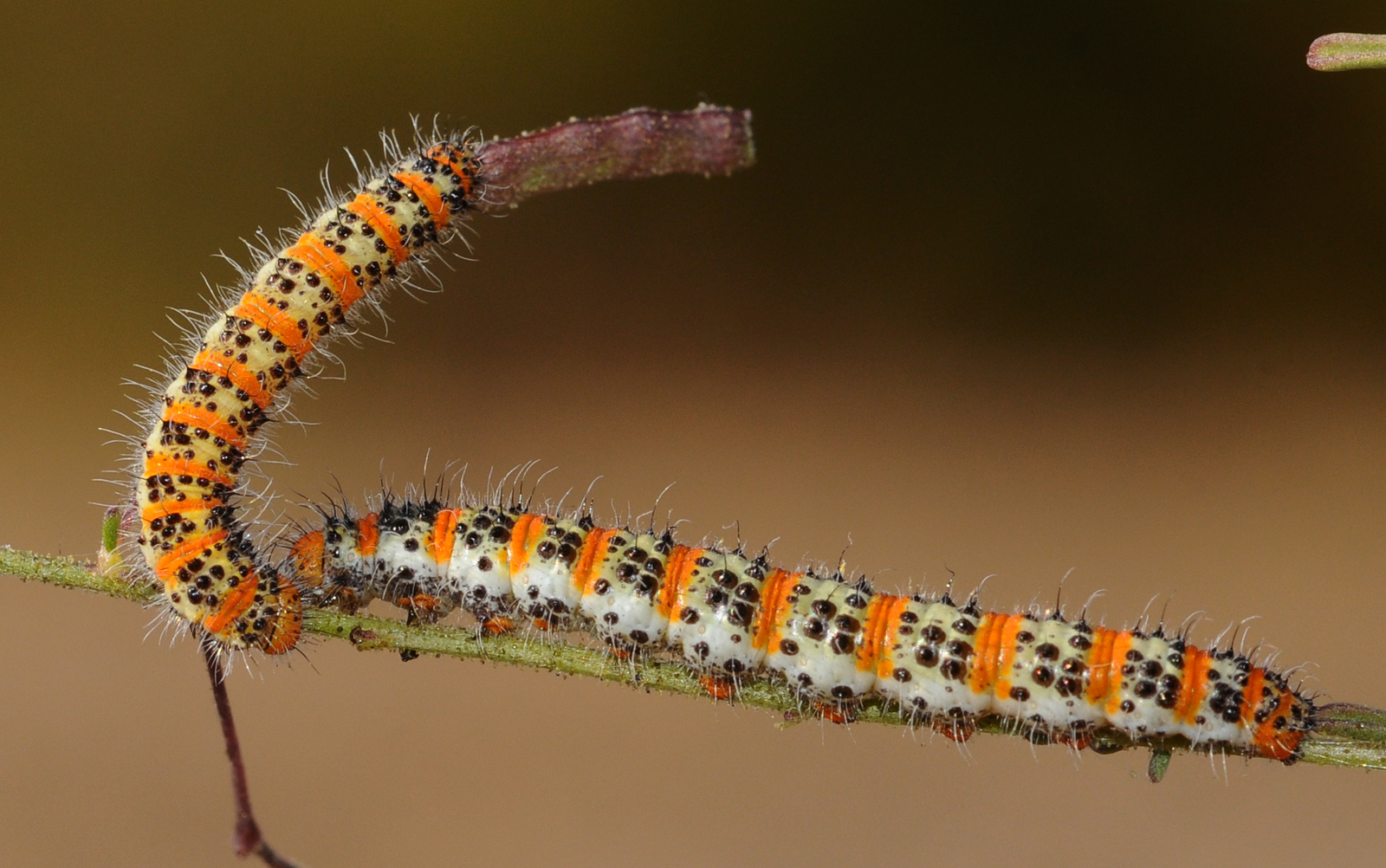